# Lechang
Lechang (乐昌) is een stad in de stadsprefectuur Shaoguan in de Chinese provincie Guangdong. Pingshi is een deel van Lechang.